# 回鍋油
回鍋油，又稱萬年油，是指重複使用的食用油，食用油隨著高溫加熱改變本質，產生過氧化物、反式脂肪、多氯聯苯和多環芳香烴等二百多種的有害物質，經食物進入人體，最終引起包括增加罹患心臟病和癌症的風險。2009年一項研究顯示，食用經高溫長期加熱的食油後，氧化及聚合化的食油令肝臟受損，甚至导致孕育出肝臟較細少及体重较轻的後代。

## 鑑別翻用食油
常見特徵是油質明顯泛黃或變黑，油炸過後產生的細小白色狀的泡沫，攪拌時有明顯的黏稠，可能有異味。但即使沒有變色及沒有異味，也不代表曾烹調過的食油適宜再用。回鍋油一般是由花生油、棕櫚油、芥花籽油、玉米油、大豆沙拉油等長期使用於油炸食物之後產生。而葵花籽油本身的味道較重，不利於油炸；橄欖油則較貴，鮮少使用於大量油炸。

## 餐館食肆及家居
2010年，香港食油業協會委託香港大學於一月進行「本港家庭翻用食油習慣調查」，透過電話訪問505名香港市民。57%港人擔心食肆所用食油；86%擔心食肆使用「萬年油」煮食；29%認為，曾煎炸的食油可翻用2至3次；23%更認為，曾用過的食油可儲存10日以上再翻用。

## 油炸類速食業
一般而言，速食業所使用的油炸箱，容積約25～50公升。而市售營業用的大豆沙律油1桶18公升（約新台幣720元左右）。油炸箱在使用後，要降到室溫約要等3~4小時以上。故速食業者基於成本與時間考量，極少會每日更換新的食用油與每日清洗油炸箱。因此使用回鍋油成為大型速食業者的常態。各家速食業者均有自訂的換油標準，平均每周換油兩次。

### 濫用「大豆沙律油」
大豆沙律油，原本是用來做沙律用的食用油。
但由於其市價遠低於其他的食用油，所以不論是一般家庭或速食業者，基於成本考量，常被使用作為油炸的食用油。
可是「大豆沙律油」長時間在高溫下使用，油質容易劣化。在中國市场上，由于大豆油比较便宜，70%销售的沙律油都是大豆油。而花生油、玉米油的销量仅20%不到。

### 濾油粉
濾油粉主要成分為「合成矽酸鎂」，可用於吸附使用過的油中的雜質，可以稍微延長油的使用期限。目前濾油粉在臺灣為合法的添加物，以2%為限，但濾油粉只能濾除油中的懸浮粒子，讓油看起來比較清澈，無法濾除長時間使用回鍋油所衍生的致癌物質。由於濾油粉的單價低，平均每次用量價值不到新台幣70元，因此被速食業者廣泛使用。2009年，查出「濾油粉」含有微量的類重金屬「砷」0.06ppm。2013年，修正《食品添加物使用範圍及限量暨規格標準》。

## 影響健康
香港大學生物科學學院副教授李子誠指，食油隨高溫加熱，會改變其本質，而且加熱時間愈長，改變愈大。油含甘油三酯，加熱過程會分解並產生如過氧化物等逾200多種物質，過氧化物對身體有害，例如血液中乳糜粒（Chylomicrons）的共軛二烯烴濃度會隨翻用食油中的過氧化物成分上升而增加，過氧化物會產生更多的自由基，這與慢性疾病有關，亦會增加患心臟病和癌症的風險。油煙含多環芳烴，亦會增加患肺癌的風險。有動物研究亦顯示，長期進食經高溫加熱的食油，其氧化及聚合化的食油令肝藏受損，更會誕下肝臟較細小及輕磅的後代。
臺灣文化大學保健營養學系兼任講師陳俊成指出，廢食用油易出現「丙烯醯胺」、「3-單氯丙二醇酯類」（3-MPC ester）等世界衛生組織（WHO）公布的致癌物質。消基會董事長張智剛引用歐洲議會研究，表示「被回收的烹調油裡頭含有對公眾健康風險的、多氯聯苯和多環芳香烴」等致癌物質。消基會檢驗委員會委員、清大化學系教授凌永健表示，檢驗不同酸性化合物，透過指紋圖譜比對氣相層析質譜法、感應耦合電漿質譜分析儀（可分析出重金屬），即可分析出飽和脂肪酸、單元不飽和脂肪酸、多元不飽和脂肪酸的比例，就可確認油品組成，並追蹤來源油品。凌永健說明，燃燒氧化反應下同時也會產生多環芳香烴，而且不只產生一種，澱粉油炸則會產生丙烯醯胺，聚合成聚丙烯醯胺致癌物，一般實驗室儀器可測到0.1ppb以下，可提供指紋圖譜，而非法規規定數據以下就不列出。

## 回鍋油的用途
- 為解決回鍋油的問題，日本已流傳多年用回鍋油做肥皂方法，這種環保肥皂可用來清洗廚房。[23][24][25][26]
- 加入太白粉、剩飯能夠改善油質
- 生質柴油[27]是利用大豆、油菜花、向日葵及棕櫚等「植物油」，或是回收「廢食用油」為原料，經過（trans-esterification）及中和、水洗及蒸餾等純化程序所生產出來的油品，生質柴油是一種再生能源，也是一種環保能源。[24][28][25][29][30][31][32][33][26]
- 台灣環保署勾稽組組長顏振華表示，「廢食用油」可用於製造生質柴油、肥皂、硬脂酸。[26]
- 各國在廢棄食用油的處理方面，美國的垃圾處理原則是「誰產生誰負責」，英國設立「廢油專用垃圾桶」，日本用廚房廢油換乘車券。[34][35][36]

## 外部連結
- 真省？速食店沒天天換油　學者：高溫、重覆油炸易致癌（页面存档备份，存于）
- 速食店用油 1～7天換一次（學者研究 高溫油炸6小時 油脂開始劣化）
- 毒物專家林杰樑：／油反覆高溫加熱 易生致癌物
- 衛署核准限量使用／餐飲業加濾油粉 延長油炸期
- 消基會呼籲／濾油粉難阻變質 應每日換油
- 濾油粉驗出砷 學者籲禁用